# Вулиця Калинова (Тернопіль)
Вулиця Калинова — вулиця в мікрорайоні «Пронятин» міста Тернополя.

## Відомості
Вулиця була приєднана до Тернополя як частина села Пронятин у 1985 році. Розпочинається від вулиці Мирної, пролягає на північ до вулиці Проектної, де і закінчується. На вулиці розташовані приватні будинки.

## Освіта
- Тернопільська загальноосвітня школа № 30 (Калинова, 46)